# Кокаин

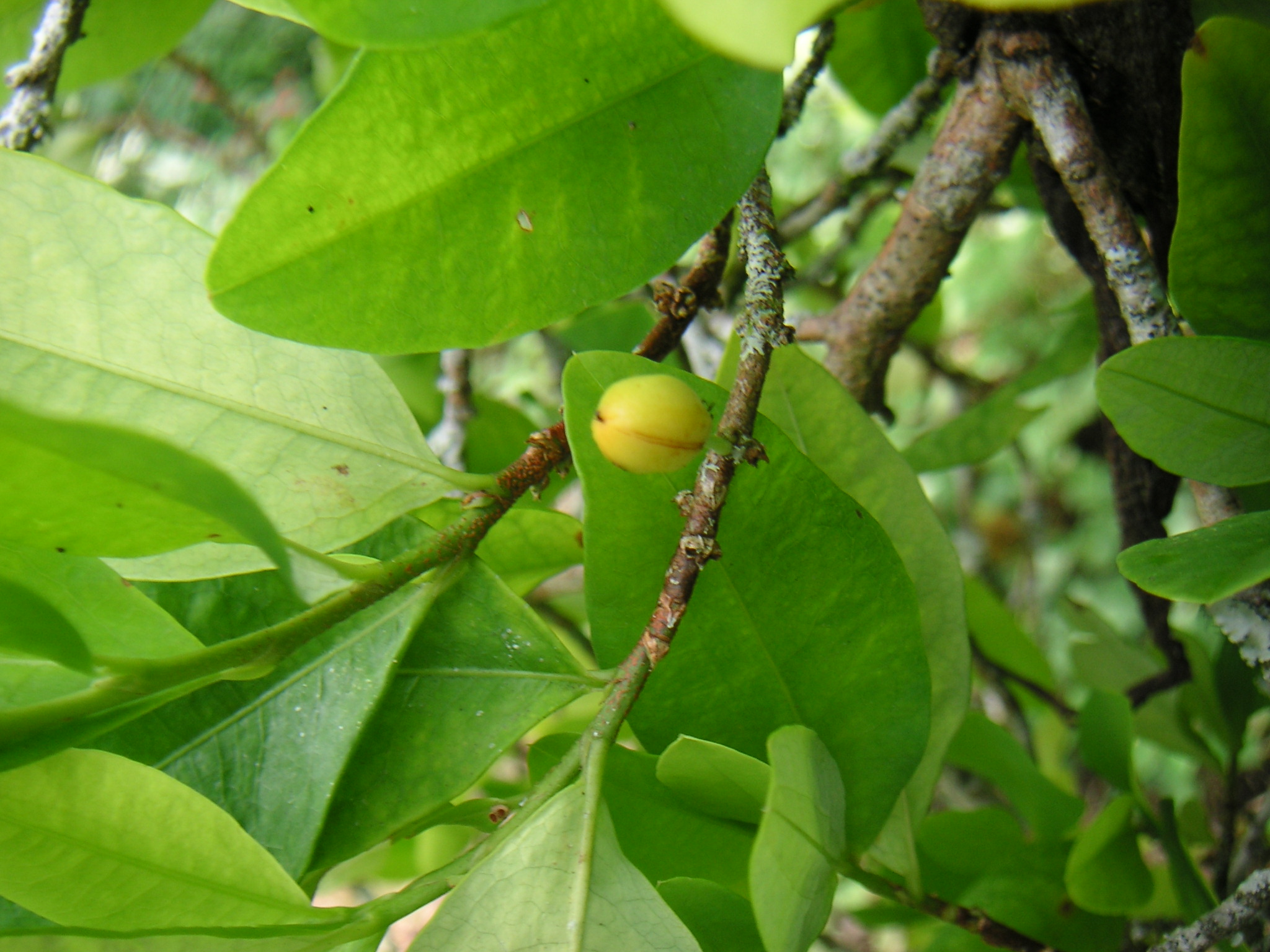
Листья коки

Кокаи́н — алкалоид тропанового ряда, метиловый сложный эфир бензоилэкгонина, широко распространённый наркотик:181. Обладает местным анестезирующим действием и мощным стимулирующим воздействием на центральную нервную систему человека, вызывая чувство эйфории[уточнить]. Наряду с другими алкалоидами содержится в растениях рода Эритроксилум (Erythroxylum), прежде всего в кокаиновых кустах (Erythroxylum coca), распространённых в тропической зоне Южной Америки, в которых выполняет функцию инсектицида, препятствующего поеданию листьев.
Изначально широко применялся в медицинских целях, но к началу XX века был почти полностью вытеснен из медицинской практики более совершенными препаратами. В настоящее время является вторым по значимости после опиатов «проблемным наркотиком» — наркотическим веществом, злоупотребление которым представляет собой значительную социально-экономическую проблему. В связи с географической близостью районов культивирования кокаинового куста и производства преимущественно употребляется в Северной и Южной Америке, на долю которых приходится 70 % мирового потребления кокаина; на долю Западной Европы приходится 22 %.
Кокаин и листья коки относятся к Списку I Единой конвенции о наркотических средствах ООН, подразумевающему самый жёсткий контроль. Регулярное употребление кокаина вызывает психологическую зависимость:181, 183. При длительном употреблении кокаина появляются отрицательные клинические эффекты, включающие нарушения сна, памяти и внимания, утомляемость, потерю веса, аритмию, стенокардию, депрессию и склонность к суициду, навязчивые идеи и галлюцинации; возможны церебральный инсульт и инфаркт миокарда.

## История
История употребления кокаина насчитывает более пяти тысяч лет. Само слово «кока» произошло из языка одного из боливийских племён. Согласно древней легенде, одна из местных женщин вела разгульную жизнь, за что её убили, а тело разрезали пополам. Из тела вырос куст, который назвали «Мама Кока».
В качестве психостимулятора листья коки задолго до прибытия испанцев использовались южноамериканскими индейцами, коренными жителями северных Анд, в медицинских и религиозных целях, а также как средство для снятия усталости, уменьшения чувства голода и жажды и для поднятия настроения:186.
В империи инков коку специально культивировали. Жевание листьев коки было недоступно для простолюдинов, а распространено только среди жрецов, знати и в ряде государственных структур: инки не использовали верховых животных, и все срочные сообщения доставлялись гонцами, которые для преодоления усталости и повышения выносливости брали с собой сушёные листья коки; воинам перед длинными походами выдавались порции листьев коки, что ускоряло передвижение и позволяло преодолевать значительные расстояния.
Как писал в середине XVI века в докладе королю Испании чиновник Фернандо Сантильян, при инках коку выращивали и заготавливали для самого Инки и ряда высших чиновников. Только пришедшие в Перу испанцы-энкомендеро начали давать коку индейцам, работавшим на плантациях и в рудниках, иногда целиком оплачивая ею рабский труд местных жителей, и сгонять индейцев в места произрастания коки для её сбора и заготовки, то есть именно с испанским завоеванием, развернувшимся в 1524 году, и началось массовое употребление коки среди местного населения.
Католическая церковь попыталась запретить индейцам употребление коки. Вторым Лимским Собором 1567 года жевание коки было признано языческим обрядом. Однако эти запреты натолкнулись на протесты местного населения, да и самих испанских поселенцев, поскольку кока являлась одним из важнейших источников дохода учреждённого в 1542 году вице-королевства Перу и, соответственно, Испанской империи. Начиная с 1575 года европейцы полностью взяли торговлю листьями коки под свой контроль. 82 % европейцев в Перу оказались так или иначе заняты в этой сфере.
В XVI веке коку завезли в Европу и начали использовать в медицинских целях, в частности для лечения переломов и гноящихся ран.
Алкалоид коки впервые был выделен в 1855 году германским химиком Фридрихом Гедке, который назвал полученный алкалоид C32H20NO8 эритроксилином (erythroxyline). Чуть позже химик Альберт Ниман (нем. Albert Niemann) из Гёттингенского университета в Германии, развив и усовершенствовав процесс очистки алкалоида, назвал его кокаином. Исследования Майша и Вильгельма Лоссена позволили определить точную формулу: C17H21NO4. Полный синтез кокаина удалось провести в 1897 году Рихарду Вильштеттеру в лаборатории Айнхорна.
С 1879 года после экспериментов В. К. Анрепа в Вюрцбургском университете начались исследования возможностей применения кокаина в анестезии. Карл Коллер положил начало использованию кокаина в офтальмологии, Генрих Квинке применил кокаин как анестетик при лечении позвоночника.

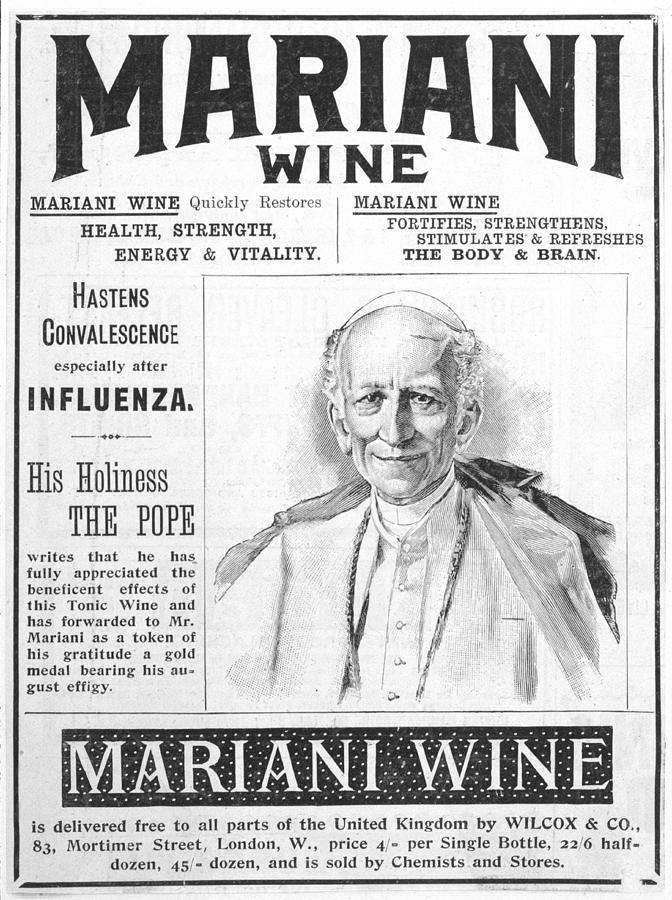
Вино Мариани с добавкой кокаина

В 1859 году итальянский доктор Паоло Мантегацца опубликовал отчёт от экспериментов с кокаином. Описав ощущения, которые наступали при жевании листьев, автор предположил, что растение может использоваться в «борьбе против налёта на языке и газов, а также для отбеливания зубов». В 1863 году под впечатлением от публикации П. Мантегаццы химик Анжело Мариани начал производство вина, получившего название «вина Мариани» (Mariani Wine), — своего рода настойки на листьях коки, в которой алкоголь служил растворителем, способствуя выделению кокаина из листьев (в среднем 6 мг на унцию).
В 1876 году листья коки сделались своего рода спортивным допингом: вплоть до 1885 года британские мастера спортивной ходьбы на ходу жевали листья, добиваясь таким образом улучшения результатов.
В 1883 году Теодор Ашенбрандт (нем. Theodor Aschenbrandt) рекомендовал кокаин к употреблению военнослужащим баварской армии.

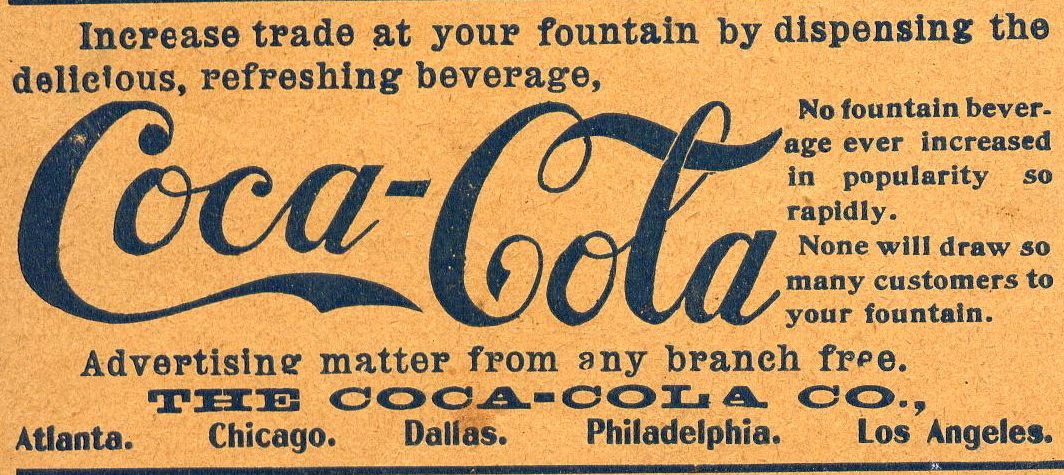
Реклама Кока-Колы с кокаином, 1900 год

В 1884 году Фрейд приступил к исследованиям психостимулирующих свойств кокаина, на собственном опыте проверяя его клинические эффекты. Он издал статью («Über Coca»), в которой пропагандировал кокаин как лекарство от депрессии, различных неврозов, сифилиса, алкоголизма, морфийной наркомании, сексуальных расстройств, и начал активно применять кокаин в своей психотерапевтической практике. Также в 1885 году американская фирма Parke-Davis начала продажу кокаина в разных формах, включая раствор для внутривенных инъекций, к которому прилагалась игла.
В 1885 году на рынок поступило изобретение Джона Пембертона — газированный напиток Кока-Кола, содержавший кокаин. В состав этого напитка входили листья коки и орехи кола, чем и было обусловлено название напитка. В 1906 году после принятия в США федерального закона «О чистоте пищи и лекарств» из напитка кокаин был полностью выведен; в качестве стимулирующего ингредиента был оставлен лишь кофеин.
По всему побережью Миссисипи работники использовали кокаин в качестве стимулирующего средства, причём белые работодатели повсеместно поощряли чернокожих к его использованию.
В 1912 году кокаин рассматривался в числе других наркотических веществ на Опиумной конвенции. Выяснилось, что это смертельно опасное вещество: только в США к этому времени было зафиксировано 5 тысяч смертельных случаев, связанных с его употреблением. В 1914 году в США закон Харрисона о налогах на наркотические средства наложил серьёзные ограничения на распространение кокаина. Он был официально объявлен наркотиком, а в 1922 году поставлен вне закона.
В 1963 году кока и кокаин по решению ООН были внесены в список запрещённых веществ. Тем не менее употребление наркотика в разных его модификациях лишь росло.

## Физические свойства
Кокаин в виде основания возгоняется при температуре около 90 °C. Один грамм растворяется в 600 мл воды, 270 мл воды при 80 °C, 0,7 мл хлороформа, 6,5 мл этанола, 3,5 мл диэтилового эфира, а также растворим в этилацетате, сероуглероде, ацетоне.
Гидрохлорид кокаина представляет собой бесцветные игольчатые кристаллы или порошок без запаха, горького вкуса, вызывает на языке чувство онемения.
Один грамм растворим в 0,4 мл воды, 3,2 мл холодного и 2 мл горячего этанола, 12,5 мл хлороформа, растворим также в глицерине, ацетоне; нерастворим в диэтиловом эфире и маслах. При нагревании раствора происходит разложение.

## Химия кокаина

### Частичный синтез из экгонина

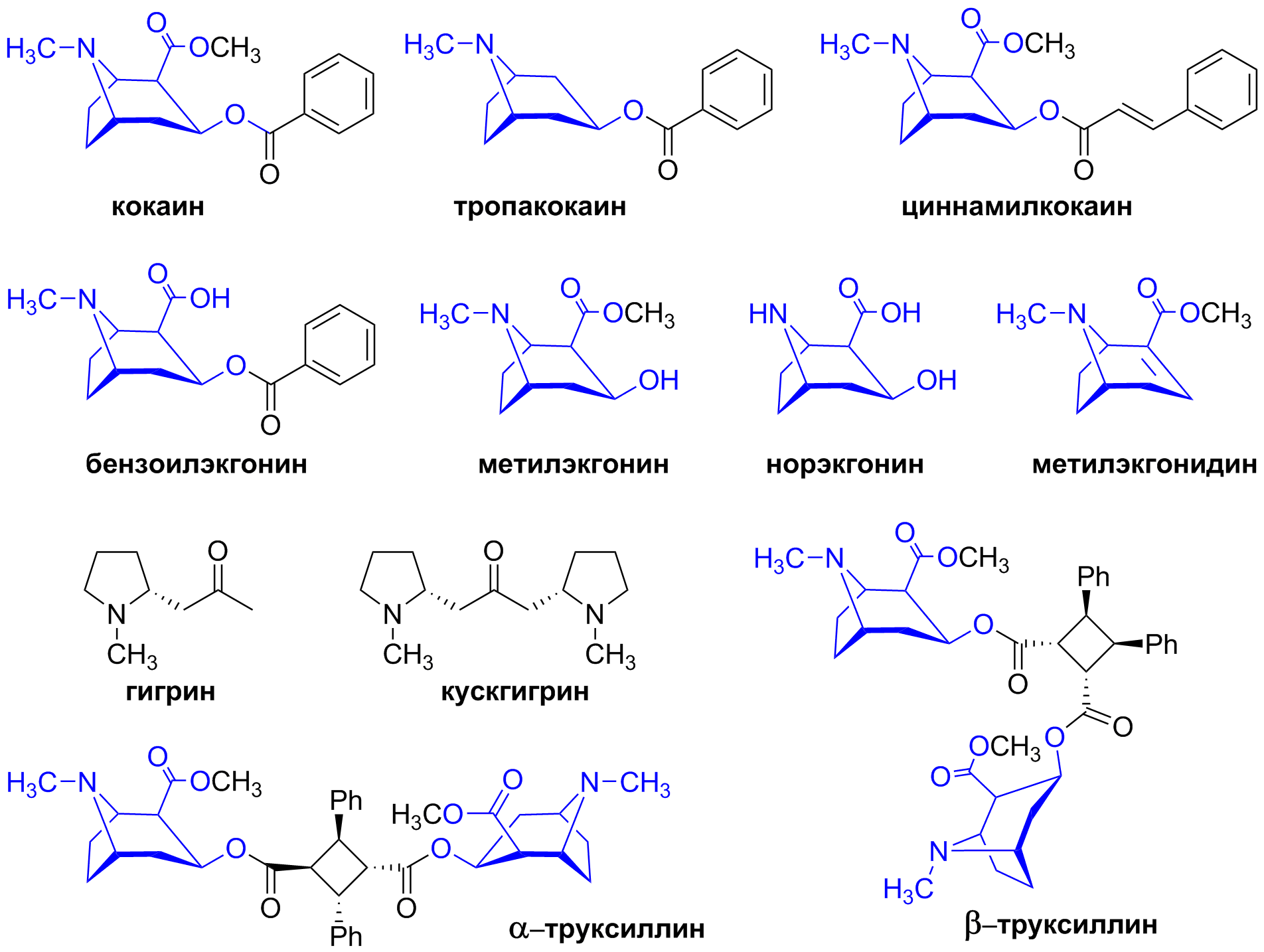
Алкалоиды, выделенные из коки (синим цветом обозначено ядро экгонина)

Основным источником кокаина являются листья куста коки. В листьях содержится 0,1—0,9 % кокаина, а также другие алкалоиды: циннамилкокаин (циннамат метилэкгонина), α- и β-труксиллин, бензоилэкгонин, метилэкгонин, норэкгонин, тропакокаин, гигрин, кускгигрин и метилэкгонидин. В связи с этим до разработки новых подходов при переработке листьев коки удавалось получить сравнительно небольшое количество кокаина и гораздо большее количество алкалоидов с низкой активностью — в частности, циннамилкокаина.
Эта проблема была решена в 1890-х годах, когда было доказано, что основу структуры всех тропановых алкалоидов коки составляет ядро экгонина. Оказалось, что количество кокаина, получаемого из листа коки, можно существенно увеличить, если расщепить циннамилкокаин и труксиллины до экгонина, а затем из последнего синтезировать кокаин. Таким образом, смесь алкалоидов, выделенных из листьев коки, вначале подвергают гидролизу при нагревании с кислотой или щёлочью, в результате чего они распадаются до экгонина, а полученный экгонин превращают в кокаин двумя путями:
- этерификацией экгонина в метиловом спирте в присутствии хлороводорода с последующим бензоилированием продукта путём нагревания в присутствии хлористого бензоила или бензойной кислоты с POCl3;
- бензоилированием путём нагревания экгонина в смеси с бензойным ангидридом и последующим метилированием метилйодидом или диметилсульфатом.

### Полный синтез
Первый полный синтез кокаина был предложен в 1902 году. Впоследствии методы совершенствовались Робинсоном и Вильштеттером, в результате чего были предложены более оптимальные схемы.
В схеме Вильштеттера исходным соединением служила калиевая соль моноэтилового эфира ацетондикарбоновой кислоты, из которой после электролиза и обработки метиламином формировался пирролидиновый цикл. Затем полученное соединение подвергали восстановлению и снова циклизовали в ходе конденсации Дикмана, получая тропин-2-карбоновую кислоту. Восстановление кетогруппы и гидролиз сложного эфира давали экгонин, который далее стандартными методами превращали в кокаин.
Такой синтез не является стереоселективным и приводит к получению кокаина в виде рацемической смеси, которую можно разделить через соли с бромкамфорсульфокислотой. При разложении соли с целью получения чистого кокаина отщепляется также бензоильная группа, поэтому энантиомерно чистый кокаин необходимо снова подвергнуть бензоилированию.
Другой метод синтеза начинается с тропанона, который вводят в реакцию карбоксилирования в присутствии натрия, затем полученную натриевую соль подвергают гидролизу, кетогруппу восстанавливают и бензоилируют. Как и в прошлом случае, левовращающий изомер кокаина выделяют из смеси через диастереомерные соли с бромкамфорсульфокислотой.

### Химические свойства

Экгонин

Кокаин, как и циннамилокаин и руксиллин, представляет собой метиловый эфир бензоилированного экгонина. Все три алкалоида при гидролизе распадаются до экгонина, то есть данное вещество является общим для всех трёх алкалоидов «скелетом».

### Качественный анализ
Образец при подозрении на кокаин обрабатывают раствором роданида кобальта. Наличие кокаина устанавливают по появлению синего окрашивания.
Кроме того, при нагревании кокаина гидрохлорида с концентрированной серной кислотой на водяной бане появляется характерный запах метилбензоата.
Для различения кокаина гидрохлорида и синтетических анестетиков этой группы используют реакцию с перманганатом калия, в результате которой появляются характерные кристаллы (реакция под микроскопом).
Официально рекомендуемой методикой химического анализа является реакция Эрлиха. Капельный анализ образцов проводится криминалистами с помощью реактива, который готовят растворением 0,5 г п-диметиламинобензальдегида в 50 мл смеси, состоящей из этанола и концентрированной серной кислоты, взятых в соотношении 3:2 (по объёму). При проведении испытаний несколько капель индикаторного раствора, который может долго храниться в герметично закрытой темной склянке, добавляют к нескольким миллиграммам исследуемого объекта, помещённого в фарфоровую чашку, после чего смесь нагревают до 100 °C и выдерживают при этой температуре 3 мин. Наличие кокаина устанавливают по появлению красного окрашивания.

### Биосинтез
Биохимический предшественник кокаина и других тропановых алкалоидов — аминокислота орнитин.
Первая стадия биосинтеза — образование N-метил-Δ1-пирролинового катиона — является общей для всех тропановых и пирролидиновых алкалоидов. В процессе декарбоксилирования орнитина с участием пиридоксальфосфата (PLP) образуется путресцин, который затем метилируется до N-метилпутресцина с участием S-аденозилметионина (SAM). Результатом окислительного дезаминирования N-метилпутресцина с участием диаминооксидазы является альдегид, который затем подвергается внутримолекулярной циклизации в процессе образования основания Шиффа.
N-Метилпирролиновый катион участвует в реакции Манниха с молекулой ацетилкофермента А (ацетил-КоА). В процессе реакции образуются R- и S-энантиомеры, в образовании кокаина принимает участие только S-энантиомер, подвергающийся конденсации Клайзена с ещё одной молекулой ацетил-КоА. Получившееся соединение окисляется с образованием нового N-метилпирролинового катиона, который снова участвует в реакции Манниха (на этот раз уже внутримолекулярной), благодаря чему образуется тропановый скелет. Метилэкгонин образуется с участием SAM и восстановителя никотинамидадениндинуклеотида (NADH), после чего следует образование сложного эфира с бензоил-КоА.

## Разновидности

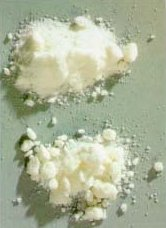
Гидрохлорид кокаина в виде порошка

### Паста коки
Дешёвый продукт, получаемый первичной экстракцией кокаина из листьев коки. Беловатый, кремовый или бежевый порошок, обычно влажный, содержащий мягкие, легко разрушаемые надавливанием пальца агрегаты. Помимо кокаина содержит вещества, добавляемые для экстракции, например карбонат марганца. Содержание кокаина колеблется от 40 до 90 %.

### Гидрохлорид кокаина

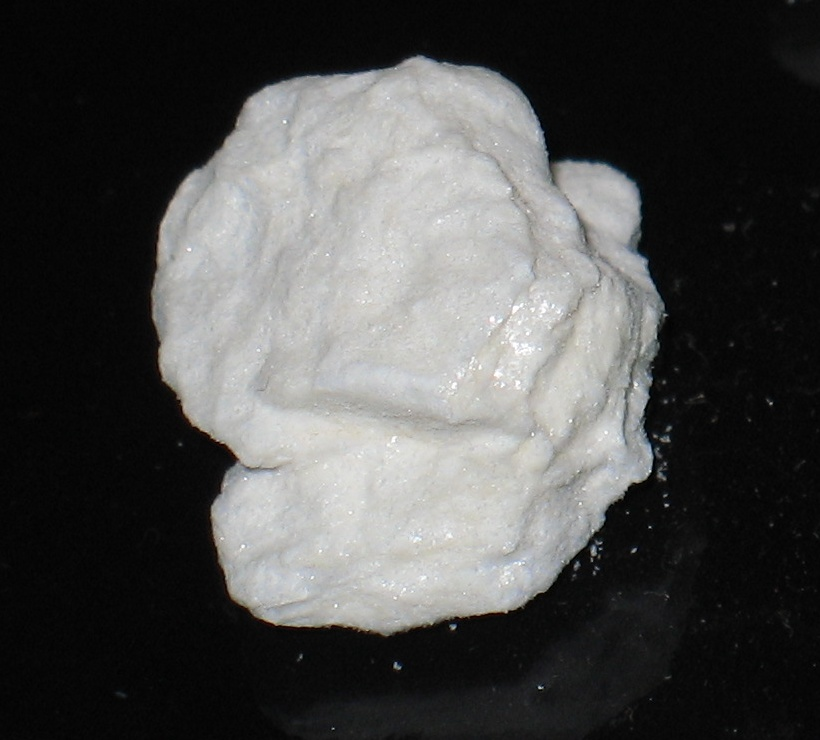
Гидрохлорид кокаина

Соль кокаина. Белый, чуть желтоватый или кремовый порошок, допускается содержание твёрдых прозрачных кристаллов.
Вещество, полученное непосредственно от производителя, представляет собой продукт, содержащий 80—95 % кокаина и минимум минорных алкалоидов и балластных веществ.
Медицинские препараты кокаина также представляют собой водные растворы гидрохлорида кокаина.

### Крэк

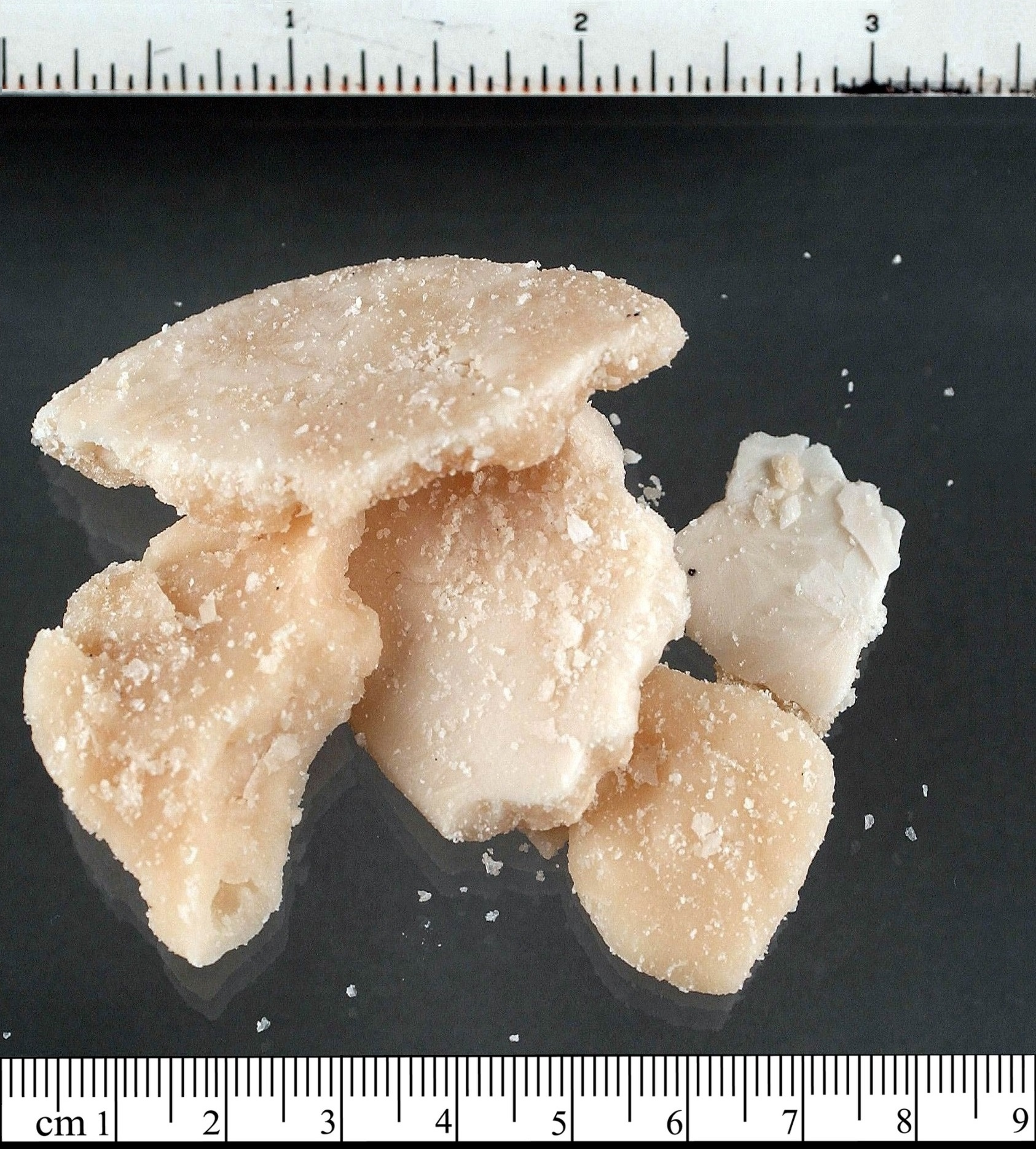
Крэк

Крэк (англ. Crack) — более дешёвая разновидность кокаина, предназначенная для курения. Представляет собой свободное основание (англ. free base, имеет непротонированную аминогруппу), получаемое путём щелочной экстракции растворителями (эфиром). Создание этой разновидности кокаина, осуществлённое к середине 1980-х годов, имело целью увеличение и удешевление производства и, как следствие, увеличение доступности наркотика для всех слоёв населения, в отличие от более дорогого гидрохлорида кокаина. В конце XX века крэк с эпидемической быстротой распространился в США и странах Латинской Америки. Своё название крэк получил из-за характерного щёлкающего звука, сопровождающего его курение; этот звук возникает при термическом разрушении кристаллов свободного основания кокаина. Температура плавления крэка составляет 98 °C, в связи с чем он легко испаряется при курении без потери наркотического эффекта.

### Спидбол
Спидбол (англ. Speedball) — смесь крэка и героина, самая опасная форма распространяемого кокаина. Значительная опасность для здоровья обусловлена перекрёстным взаимодействием опиоидного наркотика героина и психостимулятора кокаина. Подобное сочетание может вызывать серьёзные осложнения в функционировании сердечно-сосудистой системы, в перспективе — перекрёстную физическую зависимость с очень тяжело протекающим абстинентным синдромом.

## Механизм действия
Кокаин действует на 3 принципиально значимые для нервной деятельности нейромедиаторные системы: дофаминовую, норадреналиновую, серотониновую. Связывая транспортеры моноаминов, кокаин нарушает обратный нейрональный захват нейромедиаторов пресинаптической мембраной. В результате нейромедиатор остаётся в синаптической щели и с каждым прохождением нервного импульса концентрация его растёт, что приводит к усилению воздействия на соответствующие рецепторы постсинаптической мембраны. Одновременно с этим истощается запас нейромедиатора в депо пресинаптической мембраны — особенно ярко этот эффект наблюдается при неоднократном употреблении кокаина. С каждым нервным импульсом выделяется всё меньше нейромедиаторов и компенсаторно возрастает плотность рецепторов к данному катехоламину на постсинаптической мембране — данное явление особенно характерно для дофаминовых рецепторов.
Вызываемые кокаином эйфория и психическая зависимость связаны главным образом с блокированием дофаминового транспортера (англ. Dopamine transporter) (DAT) в центральной нервной системе. Нарушение обмена норадреналина проявляется преимущественно в симпатической нервной системе, оказывая влияние на органы, где имеется наибольшее количество норадреналиновых рецепторов. Влияние кокаина на систему серотонинового обмена при однократном введении приводит к повышению концентрации серотонина в синаптической щели и, как следствие, — к развитию центральных эффектов, характерных для кокаина.
У лабораторных животных после однократного введения кокаина плотность дофаминовых рецепторов на постсинаптической мембране возрастала в среднем на 37 %. При повторном введении плотность рецепторов продолжала увеличиваться. В связи с постепенным нарастанием тяжести нарушения обмена дофамина при употреблении кокаина могут развиваться специфические психозы, по клиническому течению напоминающие шизофрению.
Местноанестезирующее действие кокаина связано с блокированием потенциал-зависимых натриевых каналов периферической нервной системы. Для проявления этого эффекта в центральной нервной системе требуется большая доза препарата, близкая к летальной.

## Фармакокинетика
Дозы указаны в расчёте на среднего человека, не употребляющего регулярно кокаин:
- Клиническая доза — 1,5 мг/кг чистого вещества;
- Разовая уличная доза — 15—60 мг;
- Токсическая доза — 500 мг;
- Летальная доза — 1,2 г, в зависимости от индивидуальных особенностей организма снижается до 20 мг.

Время полувыведения препарата Т(1/2):
- для кокаина — 38—67 минут;
- для бензилэкгонина — 4—6 часов;
- для метилэкгонина — 2,5—7,6 часа.

Биодоступность при различных способах введения:
- Пероральный 20—40 %;
- Интраназальный 20—40 %;
- Ингаляционный 6—32 %;
- Инъекционный (внутривенный) 100 %.

### Метаболизм
Кокаин при попадании в организм быстро распределяется по объёму циркулирующей крови и быстро метаболизируется в бензоилэкгонин и экгонин печёночными эстеразами. Основная роль в этом процессе принадлежит псевдохолинэстеразе. На скорость метаболизма кокаина в печени влияют различные внешние факторы. Так, например, при угнетении печёночного кровотока происходит повышение концентрации кокаина в крови в несколько раз. При сочетании употребления кокаина и фосфорорганических соединений за счёт частично или полной деактивации псевдохолинэстеразы происходит значительное увеличение концентрации кокаина.
Кокаин при попадании в организм человека проходит следующие метаболические превращения:
1. Под действием ферментативного гидролиза с помощью холинэстеразы кокаин теряет бензоильную группу и формируется метилэкгонин. Бензоилэкгонин химическим превращениям под действием холинэстеразы не подвергается;
2. В процессе гидролиза при физиологических значениях pH кокаин и метил кокаин теряют сложную метильную группу с образованием соответственно бензоилэкгонина и экгонина[47].

Таким образом, при физиологических значениях pH метилэкгонин не аккумулируется в крови, в отличие от бензоилэкгонина.
Выделение кокаина из организма на 80 % производится почками в виде его метаболитов: бензоилэкгонина и экгонина. В течение 2—3 дней из организма выводится 90—95 % введённой дозы кокаина в виде чистого вещества и его метаболитов в следующем соотношении:
- Неизменённый кокаин 1—9 %;
- Бензоилэкгонин 35—60 %;
- Метилэкгонин 32—49 %;
- Экгонин 1—8 %;
- Норкокаин и гидроксилированные метаболиты 10 %.

Наблюдается выраженная зависимость соотношения метаболитов от способа введения препарата. Совместное употребление кокаина и алкоголя значительно замедляет выведение кокаина из организма в результате образования естественным путём в печени человека метаболита этилкокаина (кокаэтилена). Непосредственно кокаин легко преодолевает гематоэнцефалический барьер, в отличие от его метаболитов бензилэкгонина и экгонина.

## Влияние на здоровье
Расстройство, связанное с употреблением кокаина, острое и хроническое, оказывает множество эффектов на все системы организма. Острое расстройство характеризуется разрушительными клиническими симптомами, в первую очередь сужением сосудов и повышением кровяного давления.
Острое действие на кровеносную систему: аритмия, артериальная гипертензия (системная/большого круга кровообращения и лёгочная/малого круга кровообращения), коронарная вазоконстрикция, тахикардия, ишемия и все их последствия, такие как: лёгочная эдема, инфаркт миокарда, расслоение стенки артерии, включая коронарную и аорту, и, наконец, смерть. Хроническое действие на кровеносную систему: гипертрофия миокарда, гипертрофическая кардиомиопатия и ускоренный атеросклероз.
Прямые побочные эффекты кокаина, связанные с дыхательной системой: пневмонит гиперчувствительности (гиперчувствительный пневмонит), лёгочное кровотечение, синдром полости в лёгких, пневмоторакс. Пищеварительная система: ишемия и некроз какой-либо части кишечника или желудка. ЦНС: поведенческие эффекты (вплоть до суицида), нарушение мозгового кровообращения; в качестве осложнений возможны: инсульт и цереброваскулярное кровотечение:99-102.

## Применение

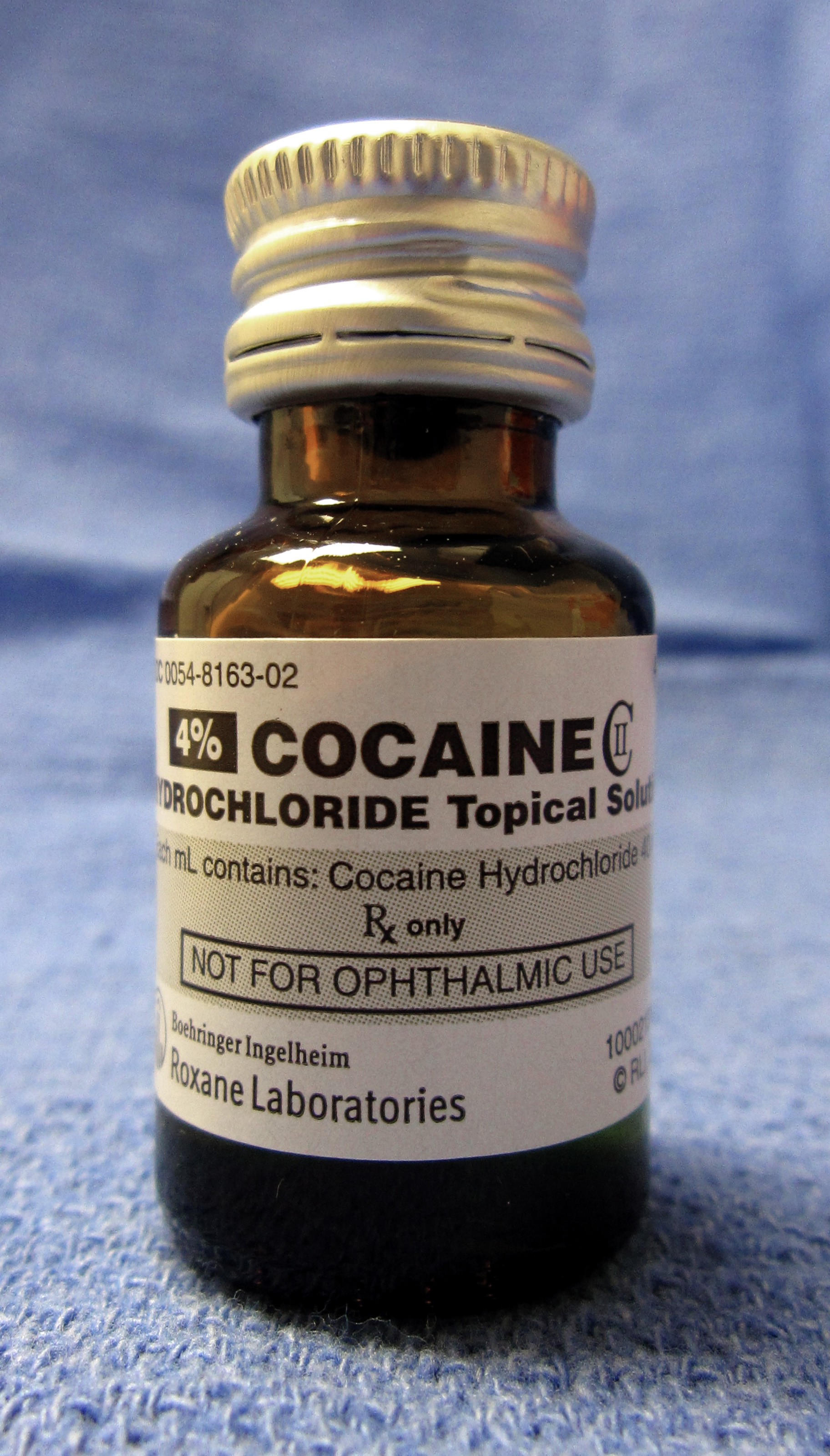
Кокаина гидрохлорид
4%-й раствор для медицинского применения

### Медицинское применение
Во второй половине XIX века и в начале XX века кокаин использовался в качестве лекарства, в основном как анестетик.
В настоящее время в медицине кокаин практически не используется; существуют единичные работы, посвящённые его использованию в хирургии глаза и офтальмологии, но описанные в них методики не получили широкого распространения в связи с проблемами приобретения медицинских препаратов кокаина и существованием не менее эффективных препаратов, не вызывающих наркотической зависимости.

### Немедицинское применение (кокаин как наркотик)

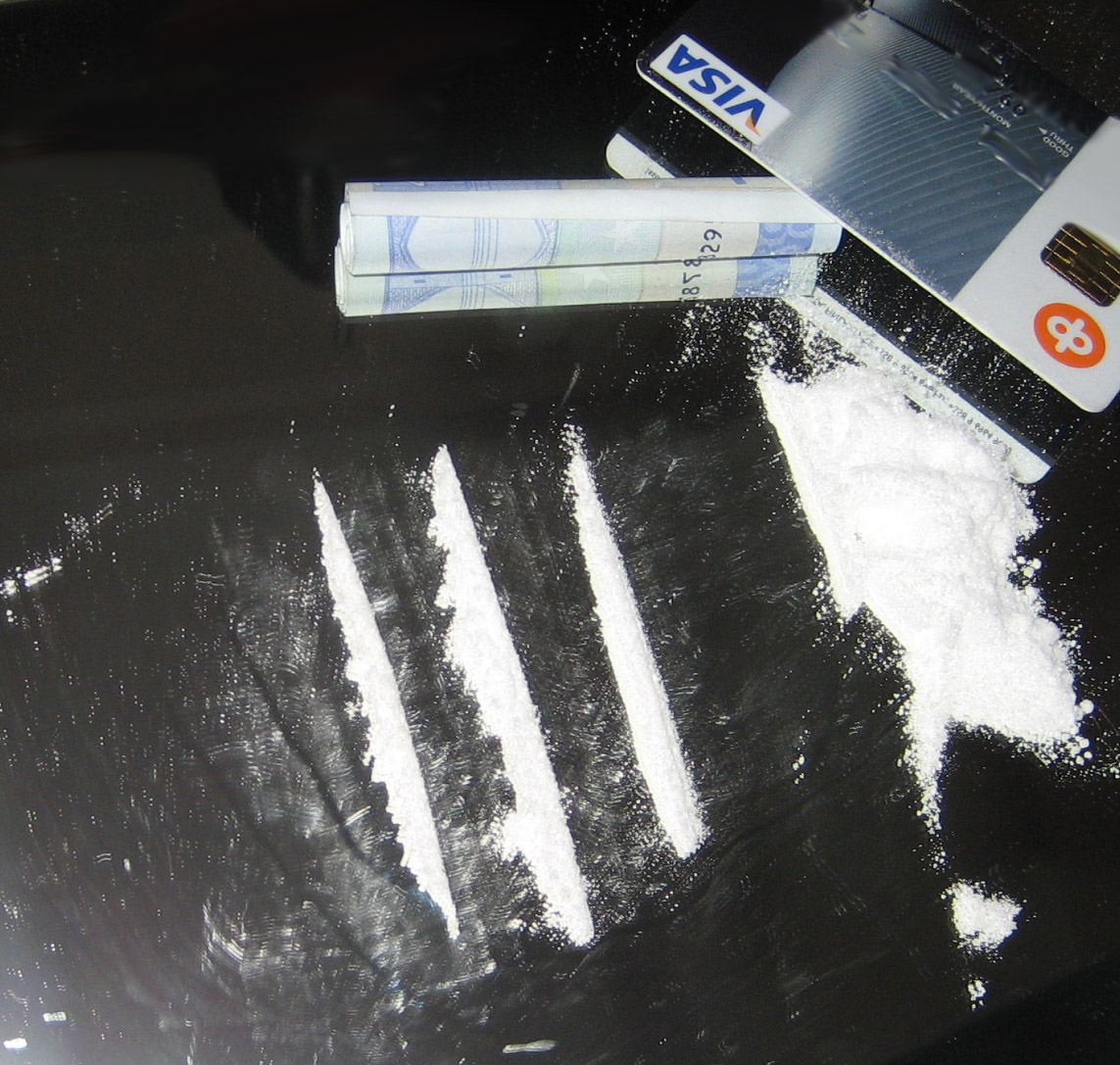
Порошок кокаина, подготовленный для интраназального введения, так называемые дорожки

В настоящее время кокаин наиболее распространён в качестве наркотика. Популярность данного наркотического вещества обусловлена его биостимулирующим действием, способствующим улучшению настроения и повышению работоспособности. Сам по себе кокаин не имеет выраженного вкуса и запаха, органолептические свойства обеспечиваются имеющимися в составе смеси примесями.
Мировое потребление кокаина оценивается экспертами ориентировочно в 750 тонн в год, причём примерно треть этого объёма приходится на США — крупнейшего потребителя этого наркотика.

## Правовой статус
В России, как и в ряде других стран, существуют законодательные ограничения оборота наркотиков, в том числе и кокаина. По состоянию на начало 2009 года распространение наркотиков в Российской Федерации ограничивали следующие законодательные акты:
- Уголовный кодекс Российской Федерации. По статье 228 УК РФ, незаконные приобретение, хранение, перевозка, изготовление, переработка кокаина без цели сбыта в значительном размере (для кокаина — 0,5 г) наказываются лишением свободы сроком до трёх лет, в крупном размере (для кокаина — 5 г)[53] — на срок до 10 лет, в особо крупном размере (для кокаина — 1500 г)[53] — на срок до 15 лет. В случае организации систематического производства — на срок до 20 лет[54].
- Федеральный закон РФ о наркотических средствах и психотропных веществах от 8 января 1998 года № 3-ФЗ.
- Федеральный закон о лекарственных средствах от 22.06.1998 № 86-ФЗ.
- Приказ МВД РФ, Минюста РФ, Минздрава РФ, Минэкономики РФ, ГТК РФ, ФСБ РФ и ФПС РФ от 9 ноября 1999 года № 840/320/388/472/726/530/585 «Об утверждении Инструкции о порядке изъятия из незаконного оборота наркотических средств, психотропных веществ и их прекурсоров, инструментов и оборудования, находящихся под специальным контролем и используемых для производства и изготовления наркотических средств и психотропных веществ, а также их учёта, хранения, передачи, использования и уничтожения».
- Перечень наркотических средств, психотропных веществ и их прекурсоров, подлежащих контролю в Российской Федерации (утверждён Постановлением Правительства РФ № 681 от 30 июня 1998 года)[55].

В разных странах антинаркотическое законодательство формируется в зависимости от государственной политики в отношении наркомании. В США законодательство строится на принципах полного запрета наркотических средств с целью снижения негативных социальных последствий их употребления. В странах Европы действия властей направлены в основном на ограничение негативных социальных последствий, таких как рост преступности и распространение ВИЧ-инфекции, и лишь во вторую очередь на ограничение распространения наркосодержащих веществ.
К производителям и распространителям наркотиков в разных странах мира применяются различные по своей строгости санкции. Так, например, в европейских странах распространение и сбыт наркотиков караются лишением свободы:
- Великобритания и Греция — вплоть до пожизненного срока;
- Австрия, Франция и Швейцария — до 20 лет;
- Дания и Германия — до 15 лет;
- Швеция — до 10 лет;
- Венгрия — до 8 лет;
- Польша — до 7,5 лет.

На Ближнем Востоке и в некоторых странах Африки и Азии за распространение наркотиков положена смертная казнь. Так, например, обстоит ситуация в Иране, причём в ст. № 4 Закона «О борьбе с употреблением наркотиков» указывается, что казни целесообразно совершать в общественных местах. В арабских странах смертный приговор приводится в исполнение, как правило, путём отрубания головы, в бывших французских колониях — через расстрел, в бывших британских — через повешение.
В некоторых странах законодательство предусматривает ответственность и за употребление наркотиков. Так, например, в Греции за это предусмотрено тюремное заключение на срок от 2 до 5 лет.
Существуют международные соглашения, регламентирующие список наркотических веществ. Основным документом является Единая конвенция о наркотических средствах (Нью-Йорк, 30 марта 1961 г., с изменениями от 25 марта 1972 г.), в которой определён список веществ и препаратов, относящихся к наркотическим веществам, дана их классификация, сформирована нормативно-правовая база, описаны основные меры противодействия распространению наркосодержащих веществ и сформированы механизмы международного взаимодействия в борьбе с производством и распространением наркотиков. Данная конвенция носит рекомендательный характер, но в то же время является одним из основополагающих документов, обеспечивающих международное сотрудничество в сфере борьбы с наркотиками. Кокаин и листья коки относятся к Списку I, подразумевающему самый жёсткий контроль. Участники конвенции обязуются уничтожать дикорастущие или незаконно культивируемые кокаиновые кусты.
В то же время существует легальная международная торговля кокаином. Так, согласно статистике ООН, США являются крупнейшим в мире импортёром листьев коки и имеют крупнейшие запасы «легального» кокаина.

## Способы выявления
В настоящее время из-за популярности кокаина как наркотика всё большую актуальность приобретают способы его выявления. Выявление препарата во внешней среде направлено на предотвращение контрабанды. Методы выявления в организме человека предназначены для установления факта наркотического опьянения и оказания своевременной помощи при отравлении.

### Во внешней среде
С целью предотвращения транспортировки наркотиков используют специально обученных собак, способных выявить следовые концентрации наркотика в воздухе благодаря своему чувствительному обонянию.

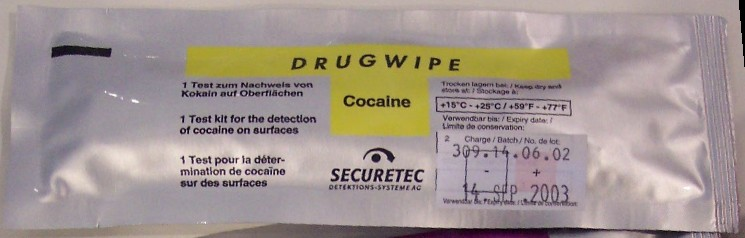
Упаковка теста для определения следов кокаина на поверхностях.

Ведётся активная разработка технических методов бесконтактного обнаружения наркотиков. Перспективными считаются устройства, работающие на принципе ядерного квадрупольного резонанса (ЯКР). Суть метода заключается в том, что в упорядоченной кристаллической структуре все квадрупольные ядра имеют определённую частоту резонанса, то есть частоту, на которой происходит резонансное поглощение электромагнитной энергии. Сравнивая спектр поглощения с эталонным значением, можно обнаружить любое химическое соединение с упорядоченной кристаллической структурой. Однако данный метод малоэффективен при определении состава жидкостей и газов.
Для социологического исследования распространённости употребления кокаина начиная с 2005 года во многих странах применяются подходы, получившие общее название эпидемиология сточных вод. Это методики оценки бытового употребления наркотика на основании анализа содержания продуктов метаболизма в сточных водах. Методики были стандартизованы в 2010 году, и по состоянию на 2022 год проводились регулярные исследования в нескольких европейских странах.  
Для подтверждения наличия в изъятых образцах наркотика используют следующие методы:
- Тонкослойная хроматография. При исследовании кокаина экстракцию осуществляют в хлороформе с добавлением аммиака.

В качестве проявляющего реагента используют реактив Драгендорфа, который используется для смеси растворителей гексан-хлороформ-триэтиламин. Кокаин обнаруживается на хроматограмме в виде окрашенной зоны коричневого цвета.
- Газо-жидкостная хроматография. Существует много надёжных и чувствительных методик определения алкалоидов — например, экстракция хлороформом из мочи и газо-жидкостная хроматография на приборе Вариан[62].
- Хромато-масс-спектрометрия. Хромато-масс-спектрометрическую идентификацию кокаина проводят с предварительным разделением компонентов на кварцевой капиллярной колонке. Получаемый при этом масс-спектр содержит следующие основные ионы: 82, 182, 94, 105, 42, 303 m/z.
- Инфракрасная спектроскопия. ИК спектрографическое исследование позволяет идентифицировать индивидуальные вещества, поэтому исследуемые образцы, которые чаще всего представляют собой смеси веществ, нуждаются в предварительной пробоподготовке. В таких случаях пробоподготовку проводят методом экстракции. Спектр анализируется по отношению к эталонному спектру[63].

### В организме человека
Выявление кокаина в организме человека основывается на двух основных принципах: обнаружении непосредственно действующего вещества или обнаружении его метаболитов.
Согласно приказу Минздравсоцразвития России № 40 от 27.01.2006 «Об организации проведения химико-токсикологических исследований при аналитической диагностике наличия в организме человека алкоголя, наркотических средств, психотропных и других токсических веществ»,
выделяют предварительные и подтверждающие методы обнаружения наркотических веществ в биологическом материале.
К предварительным методам относятся:
- иммунохроматографический анализ,
- иммуноферментный анализ,
- поляризационный флуороиммуноанализ,
- тонкослойная хроматография.

В случае обнаружения наркотического вещества одним из предварительных методов следует использовать один или два подтверждающих метода для окончательного достоверного заключения.
К подтверждающим методам относятся:
- специализированные системы на основе тонкослойной хроматографии,
- газо-жидкостная хроматография,
- высокоэффективная жидкостная хроматография,
- жидкостная хроматография с тандемной масс-спектрометрией.

После подтверждающего обнаружения наркотического вещества одним из этих методов, окончательно и достоверно определяется факт наркотического опьянения и тип вещества, к нему приведшего.

## Незаконный оборот и производство кокаина в мире

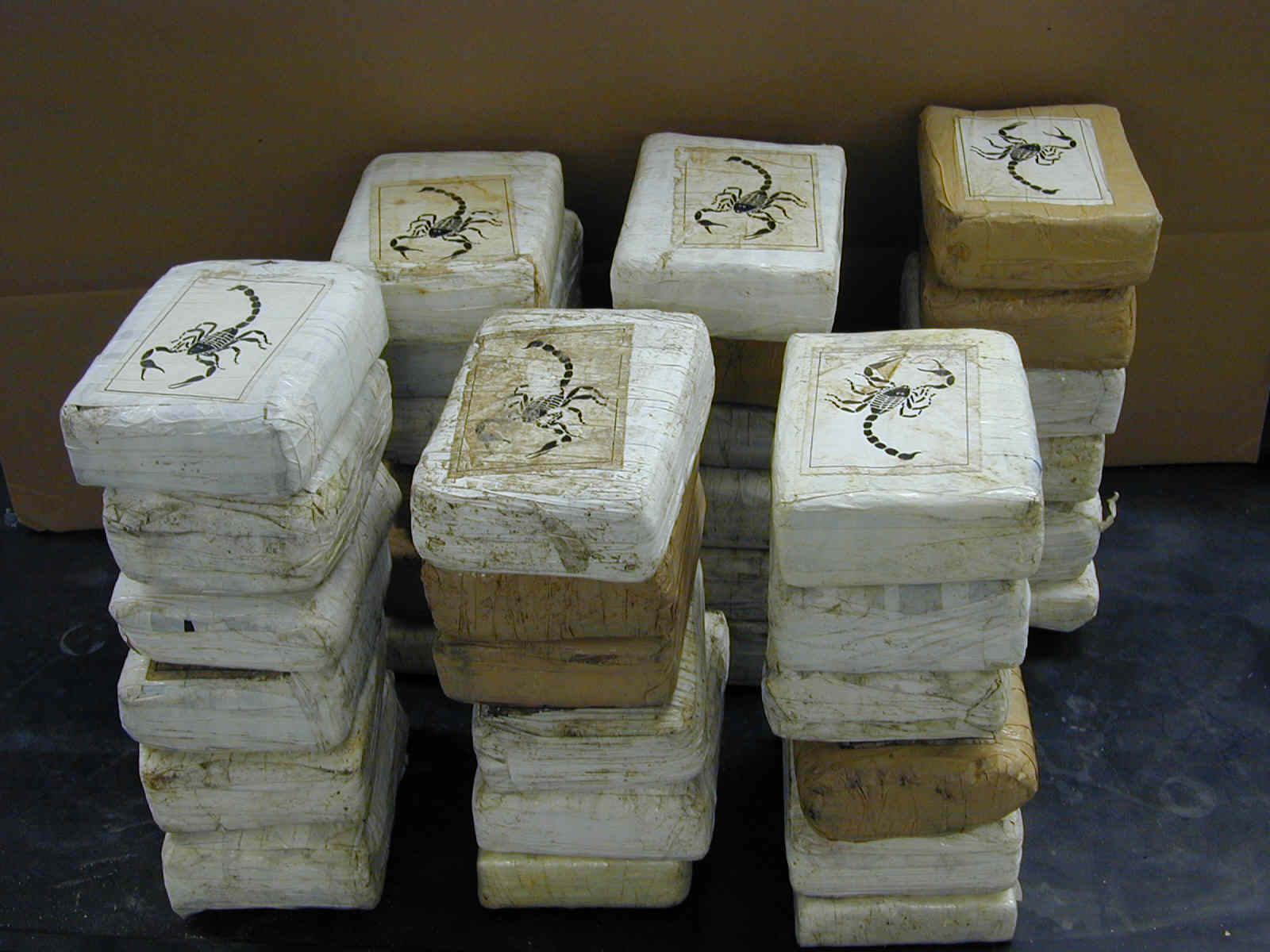
Брикеты кокаина, подготовленные к транспортировке с «товарным знаком» картеля производителя.

Согласно данным Управления ООН по наркотикам и преступности (ЮНОДК), основными производителями кокаина в мире являются южноамериканские страны — Перу, Колумбия и Боливия. В Колумбии расположено около 48 % мировых посадок коки, в Перу — 33 %, в Боливии — 18 %. В остальных странах Южной Америки производство кокаина невелико.
Особенностью производства кокаина является глубокая вертикальная интеграция: весь технологический цикл управляется наркокартелями, представляющими собой транснациональные разветвлённые и хорошо организованные преступные группировки. Картели имеют жёсткую пирамидальную структуру и разграниченные сферы влияния. В случае необходимости несколько картелей могут объединяться во временный союз. С начала 1990-х годов преступные организации для противодействия правоохранительным структурам активно используют информационные технологии.
Экономическую историю глобального кокаинового наркобизнеса можно разделить на 3 этапа. С начала 1970-х по 1990 год на рынке доминировал медельинский наркокартель. Этот картель, возглавлявшийся П. Эскобаром, братьями Очоа, К. Ледером и Р. Гачей, к началу 1970-х годов монополизировал фактически всё производство и сбыт кокаина. Именно благодаря ему Колумбия стала мировым центром производства кокаина. С ростом могущества картеля его руководители начали оказывать всё большее влияние на политическую жизнь стран Южной Америки. Такая ситуация не могла устраивать США и местные власти, и в 1984 году развернулось активное и целенаправленное противостояние. Период с 1984 по 1990 годы стал известен как «кокаиновая война». К 1990 году медельинский наркокартель потерпел поражение, все его лидеры были убиты или арестованы, и он утратил ведущие позиции на рынке коки. В ходе войны произошло удешевление 1 килограмма кокаина в США примерно в 5 раз, с 300 до 60 тысяч долларов.
После падения медельинского наркокартеля его сменил картель Кали, возглавлявшийся братьями Родригес. В середине 1990-х годов картель контролировал 80 % поставок кокаина в США и 90 % в Западную Европу. Учтя опыт Медельинского картеля, новые лидеры рынка стали активно выделять деньги на финансирование традиционных партий и продвижение лояльных им кандидатов. Так, например, президент Колумбии в 1996 году заявил, что картель выделил ему в 1994 году 6 миллионов долларов на ведение предвыборной кампании. Кроме того, братья Родригес занимались и легальными видами бизнеса — им принадлежали фармакологические лаборатории, сети магазинов и другие активы. В 1995 году по картелю Кали был нанесён удар, все лидеры его были арестованы, а попавшие в открытый доступ документы картеля вызвали ряд громких скандалов в Колумбии. При президенте США Клинтоне был наложен запрет на деловые отношения американских граждан с легальными фирмами, контролируемыми картелем. До начала XXI века продолжался третий этап в развитии кокаинового наркобизнеса, в ходе которого все крупные игроки были выведены из игры и их место заняли мелкие наркокартели. Как показала практика, даже самый крупный наркокартель не может противостоять координированным усилиям нескольких государств, но уничтожение картеля вовсе не приводит к снижению объёмов производства и уровня потребления наркотика.
Основные производственные мощности по переработке листьев коки в химически чистое вещество располагаются на территории Колумбии. Колумбийские наркокартели способны производить около 350 тонн кокаина в год. По некоторым данным, торговля наркотиками приносит доход, равный 20-30 % ВВП Колумбии, Перу и Боливии.
В связи с тем, что кокаина в листьях коки содержится около 1 %, первичную обработку проводят на месте. Из 100 кг свежих листьев вырабатывается около килограмма пасты коки, представляющей собой вещество с большим количеством тропановых алкалоидов. Эта паста является сырьём для производства химически чистого кокаина.
На следующем этапе производственного цикла из 2,5 кг пасты в среднем получается килограмм крэка или кокаина. Качество очистки и содержание балластных веществ и вредных примесей зависит от уровня организации производства и оборудования. Крупные картели маркируют производимый ими кокаин изображениями животных, являющимися их товарными знаками.
Согласно данным исследования, проведённого Matrix Knowledge Group и Лондонской школой экономики среди лиц, находящихся в тюрьме за торговлю кокаином, в Англии распространители наркотиков всё активней используют маркетинговые приёмы из легального бизнеса. Они вводят оклады, распределяют служебные обязанности сотрудников и рассчитывают риски. Средний годовой оборот дилера составляет около 100 тысяч фунтов стерлингов. Каждый сотрудник имеет свой круг функциональных обязанностей и получает за это зарплату. На себя в данной отрасли работает около 20 %, остальные предпочитают входить в состав организованных преступных групп. По данным этого исследования, цена на кокаин растёт в процессе перепродажи и доставки почти в 160 раз. Себестоимость килограмма кокаина составляет 225 фунтов стерлингов, а в Великобритании он продается в розницу за 30 600 фунтов стерлингов.
Помимо традиционных каналов поставки наркокартели используют и довольно оригинальные. Так, например, в 2010 году в Эквадоре была задержана подводная лодка длиной 31 метр, способная перевозить до 1 тонны груза.

## В массовой культуре

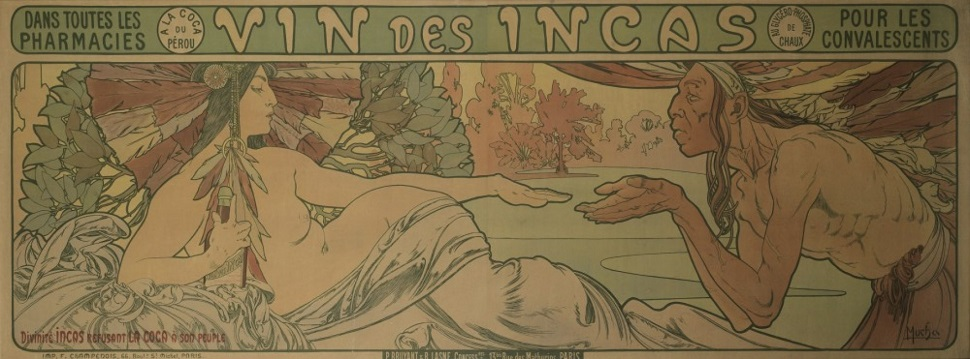
Литография Альфонса Мухи 1897 года «Вино инков» (212 х 77 см), рекламирующая вино, содержащее кокаин

Во второй половине XIX века «кокаин внедрился в общество» и оказал существенное влияние на людей из мира искусства. Как писала доктор юридических наук Л. И. Романова, «благосклонно отзывались о кокаине Томас Эдисон, Жюль Верн, Эмиль Золя, Генрих Ибсен».
При нюханьи кокаина часто было принято использовать денежные купюры крупного достоинства для подчёркивания «статуса», с которым ассоциируется наркотик. Иногда использовали «кокаиновую ложечку», способную вместить количество вещества, необходимого для вдыхания в одну ноздрю, или специально отращенный для этого ноготь. Сам процесс употребления наркотика может быть обставлен как торжественный обряд, а предметы, используемые при этом (лезвие для измельчения кристаллов в порошок, подставка, трубочка для вдыхания, кокаиновая ложечка), быть произведены из благородных металлов. Наркоманы могут вдыхать наркотик на протяжении нескольких часов, делая по два — три вдоха каждый час. Известны случаи, когда наркоманы вдыхали до 10 грамм чистого кокаина в сутки.
В 2008 году авторы ежегодного доклада агентства ООН по контролю за наркотиками обвинили звёзд шоу-бизнеса в популяризации употребления кокаина. В докладе сказано, что они «оказывают глубокое влияние на нравы, ценности и отношение к наркотической зависимости, особенно среди молодежи».
В русском языке кокаин и крэк имеют множество сленговых названий: дутый, кекс, кикер, кокс, мука, нос, свежий, снег, сырой, ускоритель, энергия и т. п.

### В художественной литературе
Первое упоминание о коке в английской литературе относится к 1662 году, когда Абрахам Каули опубликовал стихотворение «The Legend of Coca». В числе писателей, употреблявших кокаин, упоминались Эмиль Золя, Эдгар Алан По и Артур Конан Дойль; последний наделил той же привычкой своего знаменитого персонажа Шерлока Холмса. 

### Кокаин и кинематограф
Резкий рост популярности этого наркотика был отмечен в 1980-х годах с появлением кокаина в форме свободного основания. От передозировки спидболла скончался Джон Белуши. Проблемы с кокаиновой зависимостью в разное время испытывали Робин Уильямс, Хелен Миррен, Роберт Дауни-младший, Памела Андерсон и другие.
В 2000-х годах распространение кокаина в Голливуде приняло форму эпидемии; отчасти это было связано с появлением его многочисленных ароматизированных разновидностей (в частности, «клубничной»). Актриса Меган Фокс говорила в интервью 2007 года: «Я знаю лишь пятерых, кто [здесь] не употребляют кокаин, и я одна из них». По её словам, «кокаин вернулся»; его распространение в Голливуде вышло из-под контроля.

### Научная
- The Matrix Knowledge Group. The illicit drug trade in the United Kingdom. — 2007. Архивировано 9 августа 2025 года.
- Физиология человека Compendium / Под редакцией академика РАМН Б. И. Ткаченко и проф. В. Ф. Пятина. — 2-е изд., исп. и переработанное. — Самарский дом печати, 2002 год. — 416 с. — ISBN 5-7350-0335-6.
- Пятницкая И. Н. Общая и частная наркология: Руководство для врачей. — Издательство «Медицина», 2008. — 640 с. — ISBN 5-225-03329-6.
- Веселовская Н. В., Коваленко А. Е. Наркотики. Свойства, Действие, Фармакокинетика, Метаболизм. Пособие для работников наркологических больниц, наркодиспанцеров, химико-токсилогических и судебно-химических лабораторий. — М.: Триада-Х, 2000. — 196 с. — ISBN 5-8249-0019-1.
- Орехов А. П. Химия алкалоидов / Родионов В. М. — 2-е, доп. и переработанное. — М.: Издательство Академии наук СССР, 1955. — 860 с.
- Маркова И. В. Клиническая токсикология детей и подростков. — СПб.: Интермедика, 1998. — Т. 1. — 394 с. — ISBN 5-89720-006-8.
- Спектор С. И., Богданов С. И. Наркомании в Свердловской области. История, современное состояние, прогноз. — Екатеринбург: Урал, 2003. — 300 с. — ISBN 5-86037-057-1.
- Platt J. J. Cocaine Addiction: Theory, Research and Treatment. — Cambridge & London: Harvard University Press, 1997. — 469 с. — ISBN 978-0674001787.
- Roger D. Weiss, Steven M. Mirin, Roxanne L. Bartel. Cocaine. — 2-nd. — Washington, DC, London, England: American Psychiatric Press, 2002. — 204 с. — ISBN 9781585621385.

### Ранняя история коки и кокаина
- Фрейд З.  = Cocaine papers / Robert Byck (Editor). — Stonehill, 1975. — 402 p. — ISBN 978-0883730102.
- Mortimer, William Golden.  = Peru. History of coca, «the divine plant» of the Incas; with an introductory account of the Incas, and of the Andean Indians of to-day. — New York: J. H. Vail & Company, 1901.
- Musto D.  = The American Disease: Origins of Narcotic Control (англ.). — 3rd. — Oxford University Press, 1999. — P. 432. — ISBN 978-0195125092.
- Steven B. Karch. A Brief History of Cocaine. — 2. — CRC Press, 2005. — 224 p. — ISBN 9781420036350.